# Tag (Reitwerk)
Ein Tag war eine Maßeinheit für den Besitzanteil und das Nutzungsrecht an einem Reitwerk. Dieses Recht wurde in 24 zeitlich gleiche Teile gestückelt zu 1/24. Vermutlich wurde diese Anteilsform wegen des ununterbrochenen Betriebs eines Hochofens gewählt.

## Weblink
- Tag(e) auf: stolberg-abc.de